# Mathilda brevicula
Mathilda brevicula is een slakkensoort uit de familie van de Mathildidae. De wetenschappelijke naam van de soort is voor het eerst geldig gepubliceerd in 1922 door Bavay.